# 한국형 달탐사 로버

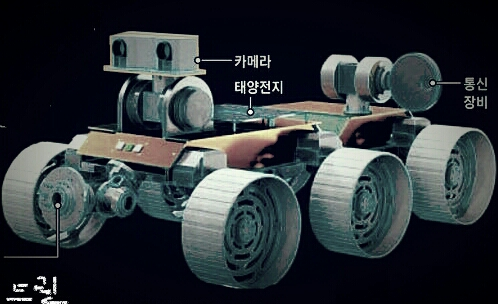
한국형 달탐사 로버

한국형 달탐사 로버(Korea lunar Exploration Rover)는 한국과학기술연구원이 초기 개발을 하였고 2032년에 발사될 한국 무인 달착륙선에 탑재할 예정이다.

## 개요
한국형 달탐사 로버는 현재 개발중인 중궤도 정지궤도 발사체에 탑재할 한국 무인 달착륙선이 개발되기 이전에 미리 시험용 탐사차(한국과학기술연구원 산하 달탐사연구사업추진단이 개발)로 운영에 대한 정보를 수집하기 위한 여러 가지 시험을 하고 있으며, 이를 바탕으로 현재는 한국항공우주연구원, 한국과학기술연구원, 무인탐사연구소가 이후 연구로  달탐사 로버를 개발중이다.

## 임무
1. 달 지형 지도를 작성하기 위한 정보 수집.
2. 암석 성분을 분석(드릴로 암석 시추, 암석 가루를 X선으로 분석, 분석 결과를 한국 달 착륙선에 전송)

## 제원
※ 참고자료 기준임.
- 가동 가능기간: 1년
- 이동 가능거리: 40km
- 크기: 50x70x25cm(가로x세로x높이)
- 무게: 20kg(카메라 등 탑재 장비 7kg 포함)
- 최대 이동거리: 초속 4cm(시속 144m)
- 등판각: 30도
- 1회 작업 가능시간: 340시간(14.2일)

## 같이 보기
- 달 탐사
- 한국형 달 탐사선